# Fosfatazy
Fosfatazy – grupa enzymów należących do hydrolaz, które hydrolizują wiązania fosfodiestrowe, usuwając z różnych cząsteczek (np. białek, kwasów nukleinowych, fosfolipidów) reszty fosforanowe, biorąc tym samym udział w procesach fosforylacji i defosforylacji. Mają szerokie spektrum aktywności (w przeciwieństwie do większości enzymów). W zależności od pH środowiska (5–8), w którym wykazują aktywność, dzielą się na:
- fosfatazy kwaśne
- fosfatazy zasadowe (alkaliczne)